# Dysmicoccus aggeris
Dysmicoccus aggeris är en insektsart som beskrevs av Williams 1985. Dysmicoccus aggeris ingår i släktet Dysmicoccus och familjen ullsköldlöss. Inga underarter finns listade i Catalogue of Life.